# Commelina aurantiiflora
Commelina aurantiiflora är en himmelsblomsväxtart som beskrevs av Robert Bruce Faden och Raynsf. Commelina aurantiiflora ingår i släktet himmelsblommor, och familjen himmelsblomsväxter. Inga underarter finns listade.